# Mattia Bani
Mattia Bani (ur. 10 grudnia 1993 w Borgo San Lorenzo) – włoski piłkarz występujący na pozycji obrońcy we włoskim klubie Genoa, którego jest wychowankiem. W trakcie swojej kariery grał także w takich zespołach jak Fortis Juventus, Reggiana, Pro Vercelli, Chievo, Bologna oraz Parma.